# Shiranuka
Shiranuka (白糠町, Shiranuka-chō) est un bourg du district de Shiranuka, situé dans la sous-préfecture de Kushiro, sur l'île de Hokkaidō, au Japon.

## Géographie

### Démographie
Au 31 mars 2015, la population de Shiranuka s'élevait à 8 555 habitants répartis sur une superficie de 773,53 km2.